# سفارة الإكوادور في المملكة المتحدة
سفارة الإكوادور في المملكة المتحدة هي أرفع تمثيل دبلوماسي لدولة الإكوادور لدى المملكة المتحدة. تقع السفارة في كينسينغتون وتشيلسي وهي تهدف لتعزيز المصالح الإكوادورية في المملكة المتحدة.

## وصلات خارجية
- الموقع الرسمي
- قائمة سفارات الإكوادور
- قائمة السفارات في المملكة المتحدة